# Cueta apicalis
Cueta apicalis är en insektsart som först beskrevs av Navás 1929.  Cueta apicalis ingår i släktet Cueta och familjen myrlejonsländor. Inga underarter finns listade i Catalogue of Life.